# Jonas Dahlbeck
Jonas Erik Einar Dahlbeck, född 17 februari 1971 i Uppsala, är en svensk animatör och regissör.
Dahlbeck medverkade första gången som animatör i Kalle Stropp och Grodan Boll på svindlande äventyr (1991). 1995 års Do Nothin' till You Hear from Me, vilken han även regisserade tillsammans med Pernilla Hindsefelt, belönades med en Guldbagge i kategorin Bästa kortfilm 1996.

## Filmografi
Animation
- 1991 – Kalle Stropp och Grodan Boll på svindlande äventyr
- 1995 – Do Nothin' till You Hear from Me
- 1998 – Otto
- 2004 – Håkan Bråkan & Josef

Regi
- 1995 – Do Nothin' till You Hear from Me

Roller
- 2008 – Lögner